# 特鲁桑库尔
特鲁桑库尔（法語：Troussencourt，法語發音：[tʁusɑ̃kuʁ]）是法国瓦兹省的一个市镇，属于克莱蒙区。

## 地理
特鲁桑库尔（49°36'25"N, 2°15'15"E）面积5.33 平方千米，位于法国上法蘭西大區瓦兹省，该省份为法国北部内陆省份，北起索姆省，西接厄尔省和滨海塞纳省，南至塞纳-马恩省和瓦兹河谷省，东临埃纳省。
与特鲁桑库尔接壤的市镇（或旧市镇、城区）包括：布勒特伊、阿迪维莱、迈松塞勒蒂勒里、圣厄苏瓦、旺德伊-卡普利。

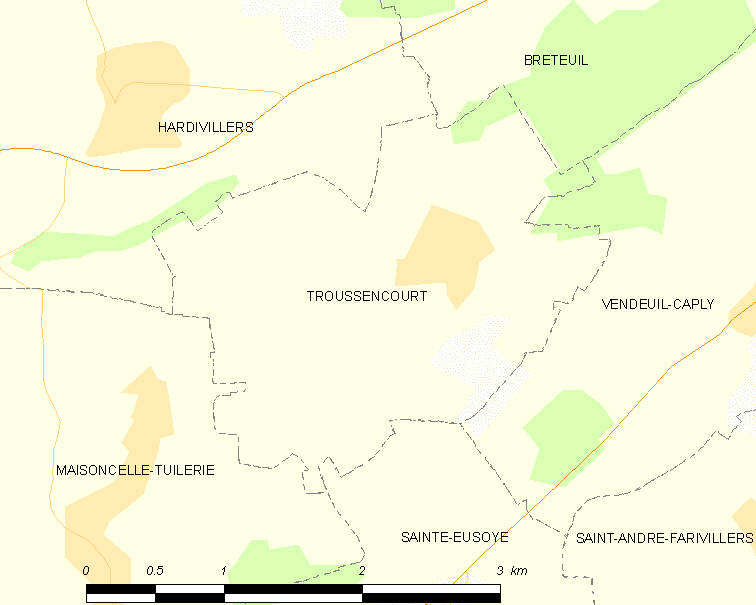
特鲁桑库尔的OSM定位图

特鲁桑库尔的时区为UTC+01:00、UTC+02:00（夏令时）。

## 行政
特鲁桑库尔的邮政编码为60120，INSEE市镇编码为60648。

## 政治
特鲁桑库尔所属的省级选区为圣瑞斯特昂绍塞县。

## 人口

1962-2008年间特鲁桑库尔人口变化图示

特鲁桑库尔于2022年1月1日时的人口数量为316人。